# Journal of Feline Medicine and Surgery
Das Journal of Feline Medicine and Surgery ist eine wissenschaftliche Fachzeitschrift auf dem Gebiet der Tiermedizin mit dem Fokus auf Katzenkrankheiten. Die Zeitschrift wird seit 2023 als open access herausgegeben und alle Artikel sind peer-reviewed. Sie ist das offizielle Organ der International Society of Feline Medicine und der American Association of Feline Practitioners. Sie hat einen Impact Factor von 1,7, der 5-Jahre Impact-Factor beträgt 1,9.